# Mike Rutherford
Michael John Cleote Crawford Rutherford (* 2. října 1950, Guildford, Surrey, Anglie, Spojené království) je anglický hudebník a zakládající člen skupiny Genesis, zpočátku působil jako baskytarista a doprovodný zpěvák. V pozdější době převzal roli hlavního kytaristy. Je jedním ze dvou stálých členů Genesis, kteří jsou v kapele od začátku až dodnes (druhý je klávesista Tony Banks). Hrál také ve skupině Mike + The Mechanics. V roce 2010 byl uveden do Rock and Rollové síně slávy jako člen Genesis.

## Diskografie

### Genesis
- From Genesis to Revelation (1969)
- Trespass (1970)
- Nursery Cryme (1971)
- Foxtrot (1972)
- Selling England by the Pound (1973)
- The Lamb Lies Down on Broadway (1974)
- A Trick of the Tail (1976)
- Wind & Wuthering (1976)
- ...And Then There Were Three... (1978)
- Duke (1980)
- Abacab (1981)
- Genesis (1983)
- Invisible Touch (1986)
- We Can't Dance (1991)
- Calling All Stations (1997)

### Sólová
- Smallcreep's Day (1980)
- Acting Very Strange (1982)

### Mike + The Mechanics
- Mike + the Mechanics (1985)
- The Living Years (1988)
- Word of Mouth (1991)
- Beggar on a Beach of Gold (1995)
- Hits (1996)
- M6 (1999)
- Favourites/The Very Best Of (2000)
- Rewired (2004)
- The Road (2011)